# Medschybisch
Medschybisch (ukrainisch Меджибіж; russisch Меджибож Medschibosch, polnisch Międzybóż, jiddisch מעזשביזש, Mezschbizsch) ist eine am Südlichen Bug gelegene Siedlung städtischen Typs im Rajon Chmelnyzkyj der ukrainischen Oblast Chmelnyzkyj mit knapp 2000 Einwohnern.

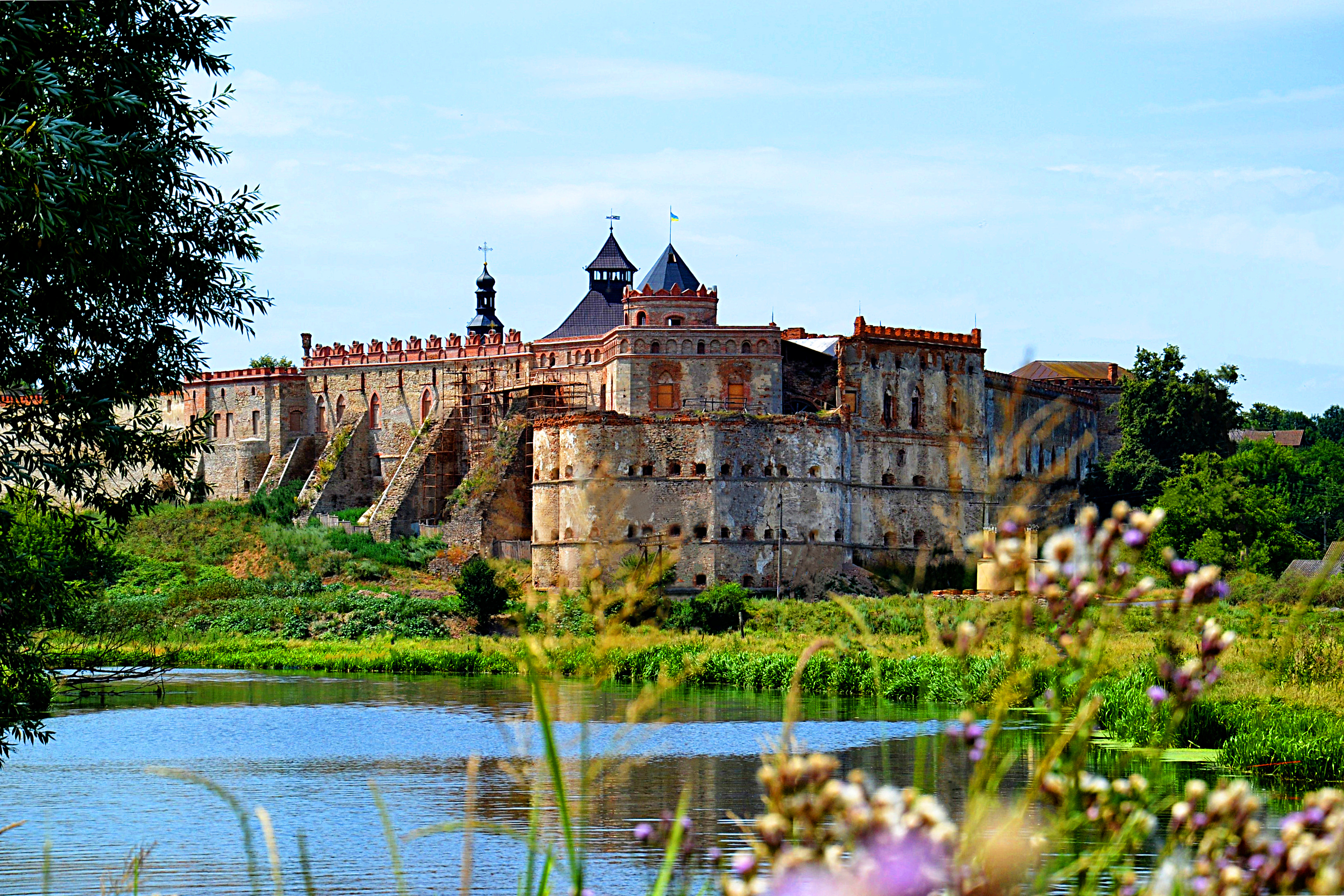
Festung Medschybisch

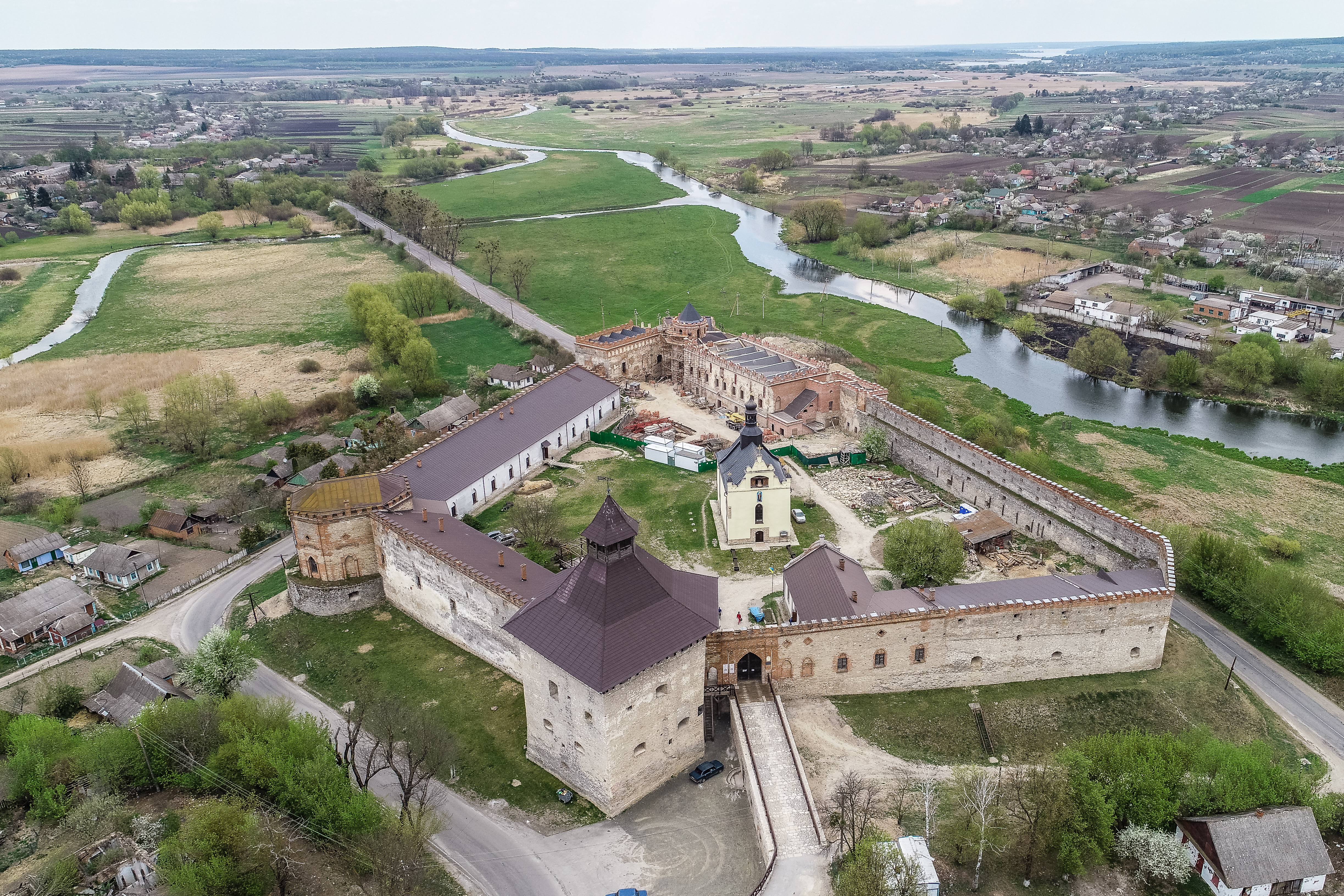
Festung Medschybisch

Jahrhundertelang war Medschybisch wegen seiner Lage zwischen Ost- und Mitteleuropa ein kulturelles und wirtschaftliches Zentrum.

## Geschichte
Im 14. Jahrhundert gehörte der Ort zum Großherzogtum Litauen, nach 1596 zur Adelsrepublik Polen-Litauen.
Die bekannte Festung Medschybisch, die 1540 von Hauptmann Nikolai Siniawski errichtet wurde, ist trotz der Unruhen in der Geschichte der Stadt immer noch erhalten. 1593 erhielt die Stadt das Magdeburger Recht, was ihre Bedeutung erhöhte und den Handel stärkte. Im 17. Jahrhundert hatte Medschybisch ca. 12.000 Einwohner (nur 3000 weniger als das damalige Kiew). Die Stadtbevölkerung bestand aus Polen, Juden, Ukrainern, Armeniern, Griechen, Deutschen, Tataren und anderen. Die Messen in Medschybisch wurden von Kaufleuten aus Polen, Deutschland und Italien besucht.
Zwischen 1672 und 1699 wurde Medschybisch von den Osmanen besetzt und die Kirche in eine Moschee umgewandelt.
Im 18. Jahrhundert wurde die Stadt ein Zentrum des Chassidismus, der Gründer der Bewegung, Rabbi Israel ben Elieser, besser bekannt unter dem Namen Baal Schem Tov, wohnte und starb in Medschybisch. Nach seinem Tod 1760 wurde sein Grab ein Wallfahrtsort.

### 19. und 20. Jahrhundert
Nach dem deutschen Überfall auf die Sowjetunion gehörte der Ort zum Reichskommissariat Ukraine. In dieser Zeit wurde die jüdische Bevölkerung ermordet und die Synagogen, darunter die aus dem frühen 17. Jahrhundert stammende BaH-Synagoge, zerstört.
Nach dem Krieg gehörte Medschybisch wieder zur Sowjetunion. In dieser Zeit wurde die Stadt zu einem provinziellen Dorf.
Seit dem Zusammenbruch der Sowjetunion 1991 arbeiten Aktivisten aus aller Welt mit den ukrainischen Behörden zusammen, um die Stadt zu einem internationalen Wallfahrtsort und einem touristischen Zentrum zu machen.

## Verwaltungsgliederung
Am 13. August 2015 wurde die Siedlung zum Zentrum der neugegründeten Siedlungsgemeinde Medschybisch (Меджибізька селищна громада/Medschybiska selyschtschna hromada). Zu dieser zählen auch die 11 in der untenstehenden Tabelle aufgelisteten Dörfer, bis dahin bildete sie zusammen mit dem Dorf Stawnyzja die gleichnamige Siedlungsratsgemeinde Medschybisch (Меджибізька селищна рада/Medschybiska selyschtschna rada) im Westen des Rajons Letytschiw.
Am 17. Juli 2020 kam es im Zuge einer großen Rajonsreform zum Anschluss des Rajonsgebietes an den Rajon Chmelnyzkyj.
Folgende Orte sind neben dem Hauptort Medschybisch Teil der Gemeinde:
| Name                     | Name       | Name                       |
| ukrainisch transkribiert | ukrainisch | russisch                   |
| ------------------------ | ---------- | -------------------------- |
| Holoskiw                 | Голосків   | Голосков (Goloskow)        |
| Holowtschynzi            | Головчинці | Головчинцы (Golowtschinzy) |
| Jaroslawka               | Ярославка  | Ярославка                  |
| Lyssohirka               | Лисогірка  | Лысогорка (Lyssogorka)     |
| Mytkiwzi                 | Митківці   | Мытковцы (Mytkowzy)        |
| Russaniwzi               | Русанівці  | Русановцы (Russanowzy)     |
| Sapadynzi                | Западинці  | Западинцы (Sapadinzy)      |
| Schrubkiw                | Шрубків    | Шрубков (Schrubkow)        |
| Stawnyzja                | Ставниця   | Ставница (Stawniza)        |
| Trebuchiwzi              | Требухівці | Требуховцы (Trebuchowzy)   |
| Wolossiwzi               | Волосівці  | Волосовцы (Wolossowzy)     |

## Persönlichkeiten
- Israel ben Elieser (1700–1760), Rabbi, wirkte und verstarb in Medschybisch
- Rebbe Nachman (1772–1810), chassidischer Gelehrter
- Micha Josef Berdyczewski (Micha Bin Gorion, 1865–1921), hebräischer Schriftsteller